# Алексий (святитель)

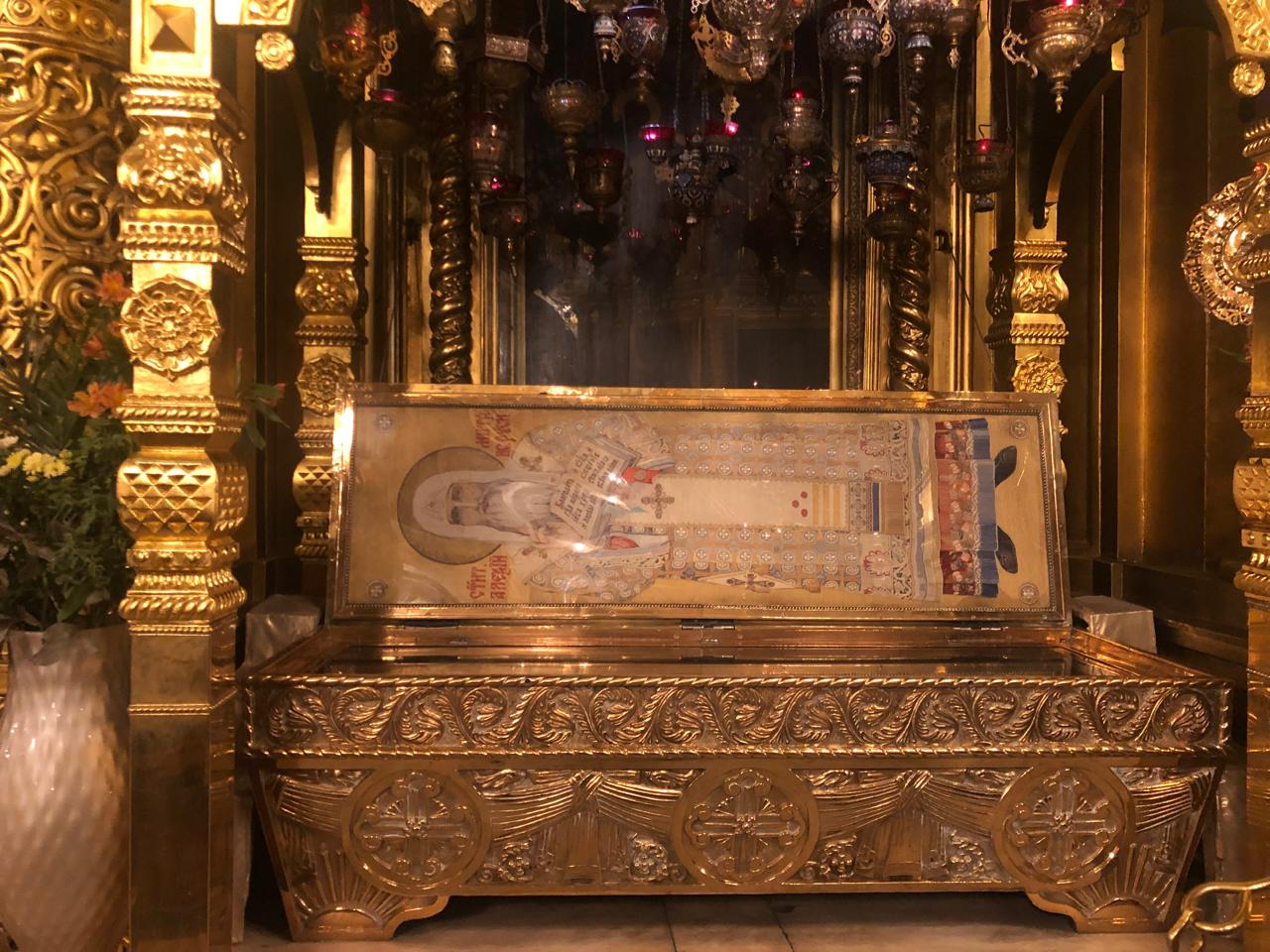
Рака с мощами святителя Алексия. Богоявленский Елоховский собор

Митрополи́т Алекси́й (в миру Елевфе́рий (Симео́н) Фёдорович Бя́конт; между 1292—1305, Москва — 12 февраля 1378, Москва) — митрополит Киевский и всея Руси, епископ, государственный деятель, дипломат. В церковно-богослужебных текстах именуется «святителем Московским и всея России чудотворцем». Сын боярина Фёдора Бяконта.
Воспитан митрополитом Феогностом; в 1354 году патриарх Константинопольский поставил его митрополитом Киевским и всея Руси. Обладая исключительным умом и способностями, был фактическим правителем Московского княжества при трёх московских князьях; в 1366 году начал строительство каменного Московского Кремля. Пользовался большой благосклонностью в Орде, где исцелил болевшую глазами ханшу Тайдулу; содействовал тому, что великое княжение Владимирское укрепилось окончательно за московскими князьями.
Через 50 лет по смерти Алексий был канонизирован в лике святителя. Его мощи были обретены в 1431 году (по другим данным, в 1439 или 1438 году) в основанном им Чудовом монастыре в Кремле в результате восстановительных работ и положены в храме Архангела Михаила; в 1485 году перенесены в Алексиевский храм Чудова монастыря; в 1686 году — в новопостроенный храм Благовещения той же обители; с 1947 года покоятся в Богоявленском, что в Елохове, соборе Москвы. В 1812 году мощи святителя Алексия и царевича Димитрия были выброшены из рак французскими захватчиками после взятия Москвы, согласно исследованию Н. С. Гордиенко после этого обретены они уже не были.
Небесный покровитель патриархов Московских: Алексия I и Алексия II.
Память: 12 (25) февраля — преставление; 20 мая (2 июня) — обретение мощей; 5 (18) октября — Собор Московских святителей.
Сёстры Алексия игумения Иулиания и монахиня Евпраксия, основательницы московского Зачатьевского монастыря, прославлены в лике святых.

## Биография

### Детство и воспитание
Родился в Москве в семье боярина Фёдора Бяконта и его жены Марии, выходцев из Чернигова. Семейство будущего первосвятителя занимало заметное место среди московского боярства конца XIII—XIV веков. Боярами были его младшие братья — Феофан (Фофан), родоначальник Фофановых (при великих князьях Иоанне Иоанновиче Красном и Димитрии Иоанновиче Донском), и Александр Плещей, родоначальник Плещеевых (при великом князе Димитрии Иоанновиче).
Ранние летописные источники (Рогожский летописец и Симеоновская летопись, отражающие Московский свод 1409) называют святителя Алексия в крещении Симеоном, а житие, написанное в 1459 году Пахомием Логофетом, и позднейшие летописи — Елевферием (разговорная форма Олфер (Алфёр) начальной буквой соответствует монашескому имени); в некоторых списках XVII века Никоновской летописи приводятся оба имени вместе. Не исключено, что источники отражают существование у святителя Алексия так называемого прямого имени (соответствующего святому, память которого приходится на день рождения) и крестильного (ситуация, хорошо известная на примере двойных христианских княжеских имён). Близкое соседство имен Елевферий и Симеон наблюдается в святцах дважды: Симеон Юродивый, память 21 июля, и мученик Елевферий, память 4 августа; Симеон, сродник Господень, память 18 сентября, и Елевферий, умученный с Дионисием Ареопагитом, память 3 октября; первые две памяти присутствуют и в самых кратких вариантах месяцеслова, известных в XIV веке.
Указания на дату рождения даже в древнейшем рассказе Свода 1409 года весьма противоречивы. В подробных хронологических выкладках, на основании которых годом рождения считается 1293-й: «в черньци пострижеся 20 лет, а в чернечестве поживе 40 лет, а в митрополиты поставлен бысть 60 лет, а пребысть в митрополитех 24 лета. И бысть всех дней житиа его 85 лет», — надёжна только продолжительность пребывания во главе митрополии. В то же время указание на 40 лет монашеской жизни могло появиться в результате неверного осмысления сообщения о том, что святитель Алексий «пребысть в чернечестве даже и до 40 лет», в котором речь идёт скорее не о продолжительности иноческого подвига, а о приблизительном возрасте при назначении святителя Алексия владычным наместником.
Предпочтение при определении времени рождения следует отдать упоминанию современных святителю Алексию исторических лиц и событий, не согласующихся с датой 1293: «В княжение великое тферьское Михаилово Ярославича, при митрополите Максиме, до убиения Акинфова» (то есть, до похода на Переяславль зимой 1304/1305 годов тверского боярина Акинфа Великого). Важное свидетельство рассказа, что святитель Алексий «старее сый князя великого Семена (род. в 1317) 17 лет», относящее рождение святителя к 1300 году, не может быть безоговорочно принято, так как здесь возможна описка (ошибка внутреннего диктанта) в записи числа под влиянием звучания имени («Семена» — «семьнадесять» вместо «тринадесять»).

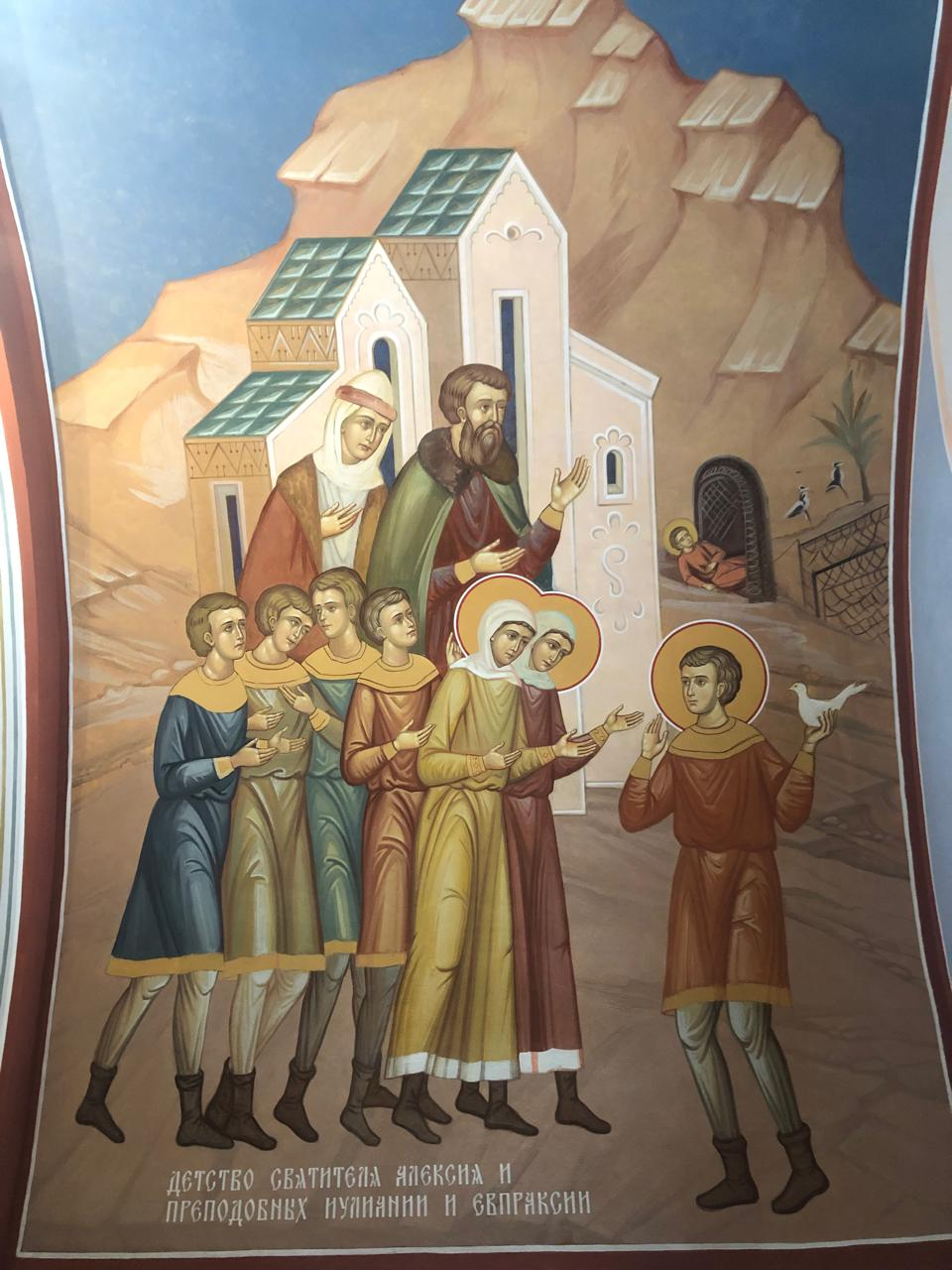
«Детство святителя Алексия и преподобных Иулиании и Евпраксии». Фреска из храма Рождества Богородицы Зачатьевского монастыря

Если считать годом рождения святителя Алексия 1300-й, то в качестве великого князя должен был быть упомянут Андрей Александрович Городецкий, а не Михаил Ярославич (хотя последний вернулся из Орды с ярлыком на великое княжение осенью 1305 года — то есть, после убиения Акинфова, позднейший биограф святителя Алексия мог исчислять начало нового правления от даты смерти князя Андрея — 27 июля 1304 года). Крёстным отцом святителя Алексия был княжич Иоанн Данилович (будущий Калита).

### Постриг

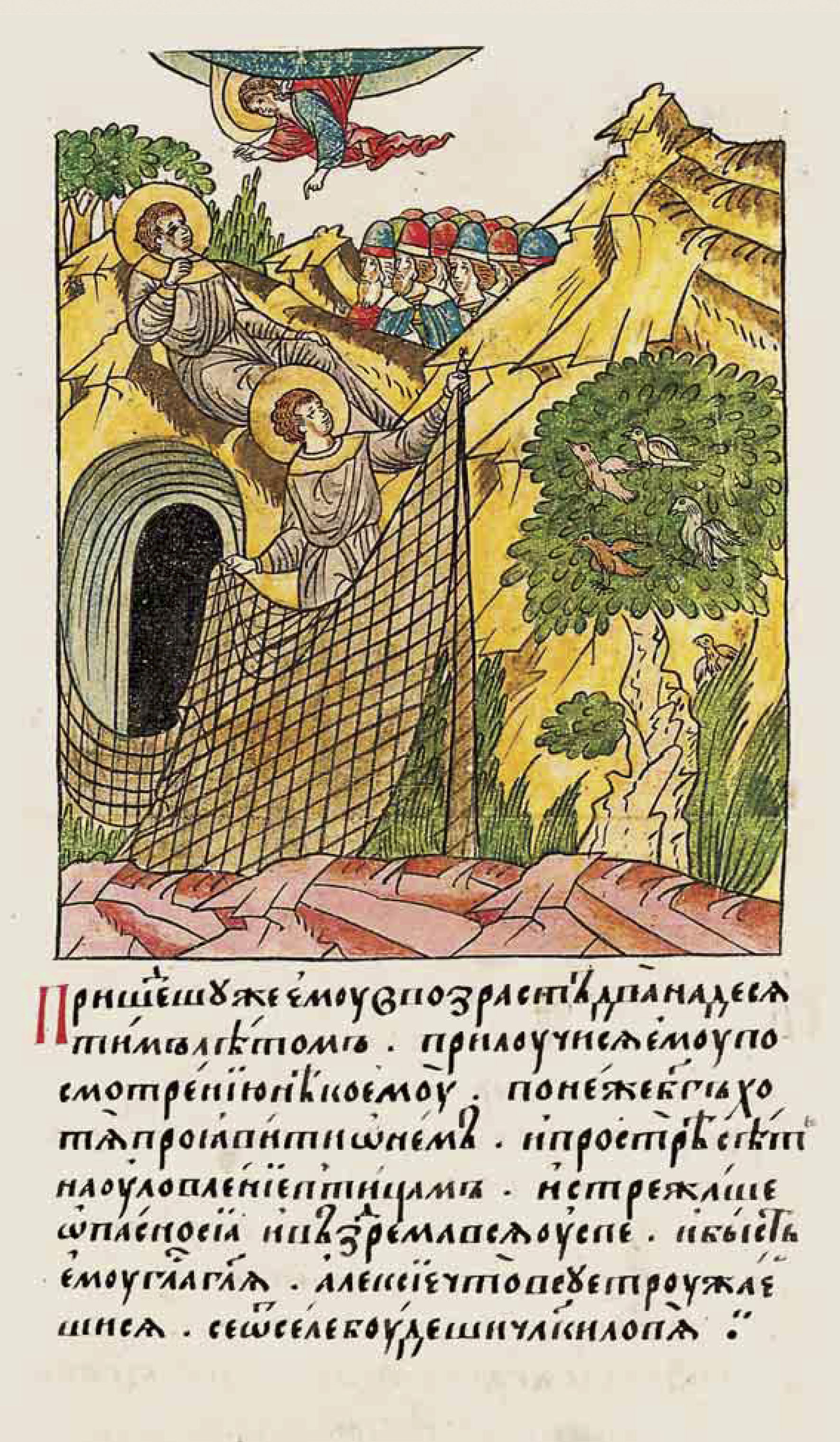
Лицевой летописный свод: Исполнилось ему двенадцать лет, и было ему видение, так как Бог хотел явить свою волю о нём, расставил он силки для ловли птиц и немного задремал, и был ему голос, говорящий: «Алексий, зачем понапрасну трудишься? Отныне будешь ты ловцом людей»

Согласно житию, выучившись грамоте в раннем возрасте, святитель Алексий уже в отрочестве начал мечтать о монашеской жизни, после того, как однажды, уснув на ловле птиц силками, услышал голос, называющий его монашеским именем и предвещающий стать «ловцом человеков».
Девятнадцати лет пострижен, по свидетельству жития преподобного Сергия Радонежского, в Богоявленском монастыре в Загородье (современный Китай-город), старшим братом преподобного Сергия игуменом Стефаном, духовником великих князей; однако, по другим достоверным источникам, связь святителя и его рода с этой обителью не прослеживается.

### Начало церковной деятельности
Примерно до 40 лет Алексий вёл монашескую жизнь. О большей части этого периода известно лишь, что он «всяко благоизволение иноческого жития исправле и всяко писание Ветхого и Нового закона проиде». Несомненно, в это время он продолжал сохранять связи с великокняжеским двором. По инициативе великого князя Симеона Иоанновича Гордого (принимая во внимание свидетельство летописного рассказа, не ранее 1344 года) Алексий был назначен наместником престарелого митрополита Феогноста и переселился на митрополичье подворье. Возможно, в период наместничества он выучил греческий язык.
Митрополит Феогност ещё при жизни благословил Алексия «в своё место митрополитом»; 6 декабря 1352 года Алексий был посвящён во епископа во Владимир-на-Клязьме. Тем самым на короткое время была восстановлена Владимирская епархия, учреждённая в 1299 году в связи с переселением митрополитов Киевских во Владимир; после возведения святителя Алексия в сан митрополита кафедра вновь была ликвидирована.

### Государственно-дипломатическая деятельность
В Константинополь было направлено посольство от великого князя Симеона Иоанновича и митрополита Феогноста для получения согласия Патриарха на утверждение кандидатуры святителя Алексия. Уже в это время роль святителя Алексия в государственных делах Великого княжества Московского была весьма велика: согласно духовной грамоте великого князя Симеона († 1353), будущий митрополит оставался советником его младших братьев — князей Ивана и Андрея (впрочем, эти пожелания осуществились, вероятно, не в полной мере, так как Иван, уцелевший в отличие от Андрея во время эпидемии чумы, находился под сильным влиянием своих бояр, и, в первую очередь, шурина — тысяцкого Василия Вельяминова).

### Поставление Киевским митрополитом

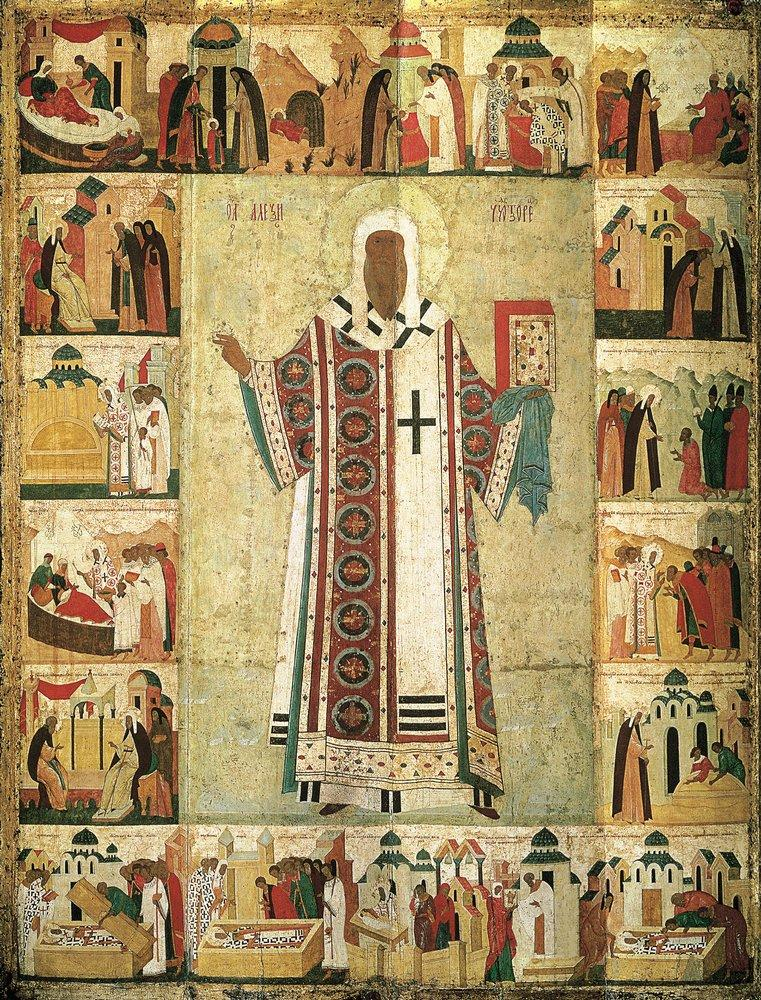
Житийная икона святителя Алексия (Дионисий, 1480-е годы)

По возвращении в Москву посольства, заручившегося согласием Патриарха Филофея, святитель Алексий отправился в Константинополь. По дороге он получил в Орде проезжую грамоту (ярлык) от Тайдулы, жены хана Узбека: грамотой свита, обоз и имущество святителя защищались от всех возможных посягательств, «коли к Царьграду пойдет». В столице Византии святитель Алексий провёл около года. Настольная грамота Патриарха Филофея новому митрополиту датируется 30 июня 1354 года, согласно ей, святитель Алексий, не будучи греком, возводился в сан митрополита в виде исключения, за его добродетельную жизнь и духовные достоинства. Для помощи в управлении епархией ему придавался в качестве экзарха диакон Георгий Пердика, который, вероятно, недолго исполнял эти обязанности (возможно, до января 1359, когда святитель Алексий отправился в Литву), так как уже в 1361 году он вновь действовал в Константинополе. Той же грамотой, по просьбе святителя Алексия, Владимир-на-Клязьме был утверждён в качестве местопребывания Русских митрополитов с сохранением за ними Киева в качестве первого престола; несмотря на это, их резиденции располагались в Москве.
Выдвижение и одобрение Константинопольским Патриархом преемника митрополита Феогноста при жизни последнего были вызваны стремлением сохранить единство митрополии и ограничить вмешательство в дела Церкви неправославных светских правителей, поскольку к тому времени территория Киевской митрополии в политическом отношении была подвластна помимо русских князей частично польским королям-католикам и язычникам — великим князьям литовским. С конца XIII века периодически повторялись попытки (по разным причинам непродолжительные, но отражавшие общую тенденцию) создания отдельных митрополий на юго-западнорусских землях (см. Галицкая митрополия, Литовская митрополия), первоначально по инициативе православных галицко-волынских князей, позднее — польских королей и великих князей литовских. Особенно эти попытки усилились при великом князе Ольгерде, подчинившем большинство западных и юго-западнорусских земель и претендовавшем на господство над всеми русскими княжествами. Этим планам препятствовало существование неподконтрольной ему Церкви, глава которой с конца XIII века находился в Великом княжестве Владимирском. Ольгерду нужен был особый митрополит для собственных владений либо общерусский, но подчиняющийся великому князю литовскому.
Ещё при жизни митрополита Феогноста, в конце 1352 года, в Константинополе появился инок Феодорит с ложным сообщением о смерти главы Русской Церкви, добивавшийся своего поставления на якобы вакантную митрополичью кафедру. Неизвестно достоверно, был ли он ставленником Ольгерда или же его брата — православного волынского князя Любарта. Самозванец не получил поставления в столице Византии и в нарушение канонических правил был возведён в митрополичий сан Болгарским Патриархом Феодосием в Тырнове. Несмотря на неканоничность поставления, Феодорит был принят в Киеве, ещё не входившем в Великое Княжество Литовское, и его власть был склонен признать Новгородский архиепископ Моисей, недовольный политикой митрополита Феогноста и великого князя Симеона. В адресованном Новгородскому владыке Патриаршем послании 1354 года предписывалось подчиняться законно поставленному митрополиту — святителю Алексию, а не Феодориту. Уже во время пребывания святителя Алексия в Константинополе туда прибыл новогрудский епископ Роман, которому покровительствовал Ольгерд, для поставления в митрополиты для литовских владений. По свидетельству Рогожского летописца, он уже ранее получил поставление от Болгарского Патриарха, подобно Феодориту, но не был принят в Киеве. Вероятно, сменивший Патриарха Филофея (1353—1354, 1364—1376) Каллист (1350—1353, 1355—1364; смена Патриархов была вызвана междоусобной войной в Византии) поставил Романа на восстановленную Литовскую митрополию (ок. 1317 — ок. 1330) с кафедрой в Новогрудке, включавшую в себя Полоцкую и Туровскую епархии и епархии Малой Руси (земли бывш. Галицко-Волынского княжества). Остальная часть митрополии вместе с Киевом сохранялась за святителем Алексием вместе с титулом «митрополита всея Руси». Однако Роман сразу же нарушил определённые ему пределы, направив своих послов в Тверь к епископу Феодору (одновременно послов к нему отправил и святитель Алексий).

### Деятельность как главы Киевской митрополии
Вернувшись на Русь, святитель Алексий поставил епископов: Игнатия — в Ростов, Василия — в Рязань, Феофилакта — в Смоленск и Иоанна — в Сарай. Но уже через год после возвращения — осенью 1355 года — он отправился вновь в Константинополь (куда ещё раньше прибыл его соперник Роман) решать вопрос о правомочности раздела митрополии. По словам летописца, «тамо межи ими бысть спор велик и грьцем дары от них великы». Результатом явилось подтверждение со стороны Патриарха прежних условий, и свт. Алексий зимой 1355/1356 годов вернулся на Русь. На обратном пути он попал в бурю на Чёрном море и дал обет в случае спасения основать монастырь. По этому обету был создан Андроников в честь Нерукотворного Образа Спасителя.

### Миссия в Орде

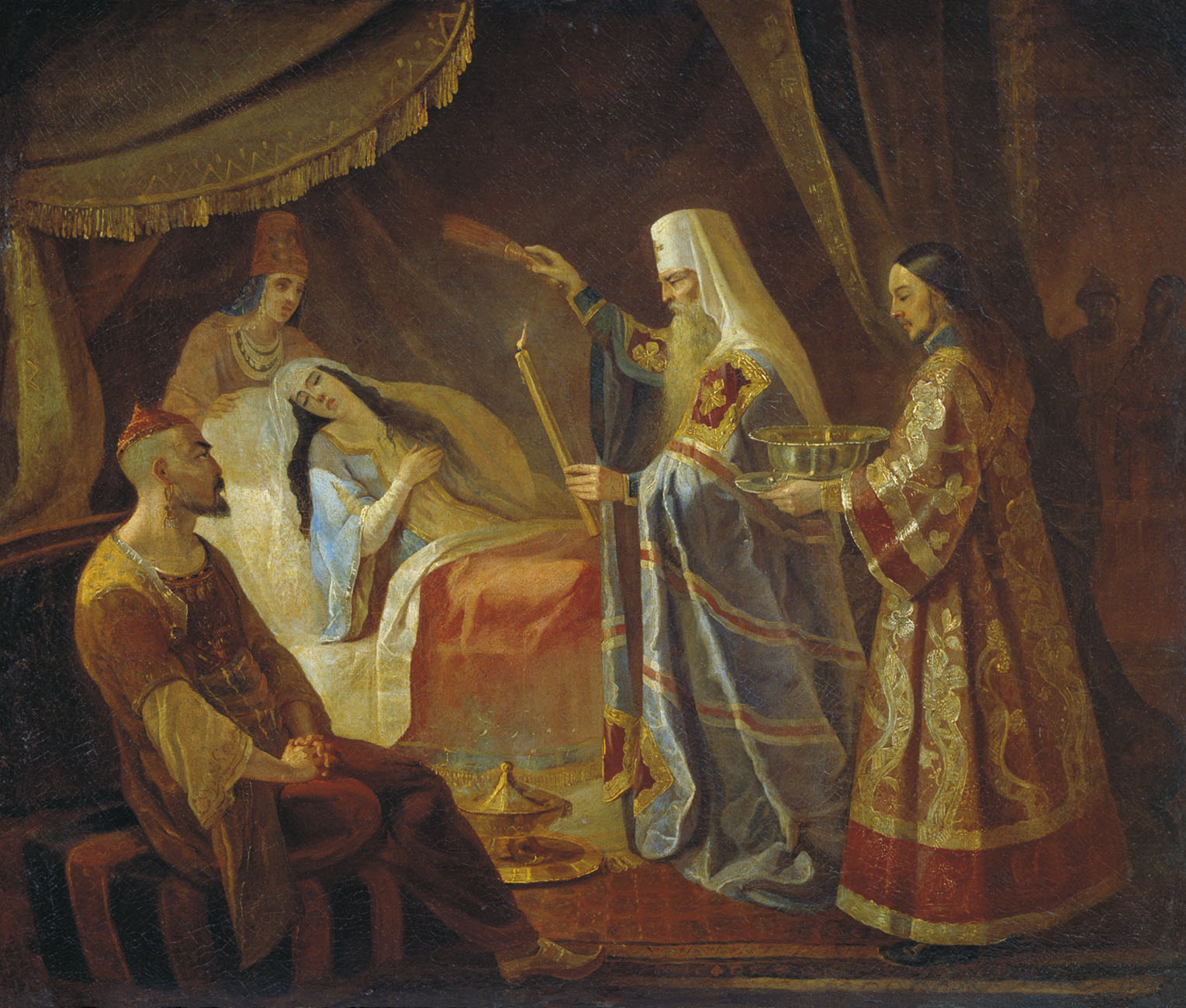
Яков Капков. Святитель Алексий исцеляет ханшу Тайдулу. Конец 1830-х — начало 1840-х годов. Третьяковская галерея

В августе 1357 года по приглашению ханши Тайдулы святитель Алексий ездил в Орду и исцелил её от глазной болезни. Сохранился ярлык, данный в ноябре этого года Тайдулой святителю Алексию, традиционный по содержанию: согласно ему, Русская церковь, молящаяся за ханов, была освобождена от всех даней, поборов и насилий со стороны светских властей. По позднему преданию (не получившему однозначного подтверждения при археологических раскопках), кроме ярлыка, в благодарность за исцеление Тайдулы, святитель Алексий получил также земельный участок в Московском Кремле, занятый ордынским подворьем (или ханскими конюшнями). Согласно житию, святитель Алексий вёл в Орде в присутствии хана прение о вере. Во время пребывания святителя Алексия в Орде здесь началась междоусобица («замятня»), вызванная болезнью хана Джанибека и его убийством, но митрополит благополучно вернулся на Русь.

### Основание Чудова монастыря
В Кремле в 1365 году Алексий заложил каменный храм во имя Чуда архангела Михаила в Хонех и основал при нём Чудов монастырь.

### Отношения с Литвой
Отношения между Киевским (в Москве) и Киево-Литовским митрополитами продолжали оставаться напряжёнными. Опираясь на военные успехи Ольгерда, подчинившего своей власти к концe 1350-х годов, Брянское княжество, ряд смоленских уделов и Киев, литовский митрополит Роман, в нарушение условий поставления на митрополию, распространил свою власть на Брянск (с начала 1350-х гг. Смоленск и Брянск были вассалами великого князя владимирского) и первопрестольный центр Русской митрополии — Киев. В январе 1359 года, во время смоленско-московско-литовских военных действий, святитель Алексий отправился на свою главную и первопрестольную кафедру в Киев (вероятно, чтобы заручиться поддержкой южнорусских князей), но был захвачен Ольгердом, ограблен и заточён; самая его жизнь находилась в опасности. Однако святителю Алексию удалось бежать, и в 1360 году он вернулся в Москву. В том же году, вновь нарушая условия, митрополит Роман прибыл в Тверь. В 1361 году, по жалобам святителя Алексия, Патриарх Каллист разбирал вопрос о границах Киевской и Литовской митрополий и подтвердил условия 1354 года.
За время отсутствия святителя Алексия в Москве умер великий князь Иоанн Иоаннович, и святитель Алексий оказался фактически одним из регентов при малолетнем Димитрии (род. в 1350). В этих условиях, в первую половину правления великого князя Димитрия Иоанновича, роль святителя Алексия, бывшая значительной уже в годы «тихого и кроткого» Иоанна Иоанновича, ещё более возросла (хотя до смерти в 1365 году княгини-матери традиционно сильным оставалось влияние её брата — московского тысяцкого). Ярлык на великое княжение владимирское получил суздальский князь Дмитрий Константинович, и юный московский князь временно лишился многих территориальных приобретений — «купель» своего деда Ивана Калиты. Возможностью нового подъёма Московское княжество и его династия во многом обязаны святителю Алексию, связавшему с ними судьбу митрополии и использовавшему в их интересах свой авторитет Первосвятителя. Это был глубоко осознанный выбор, сделанный задолго до регентства при князе Димитрии Иоанновиче.

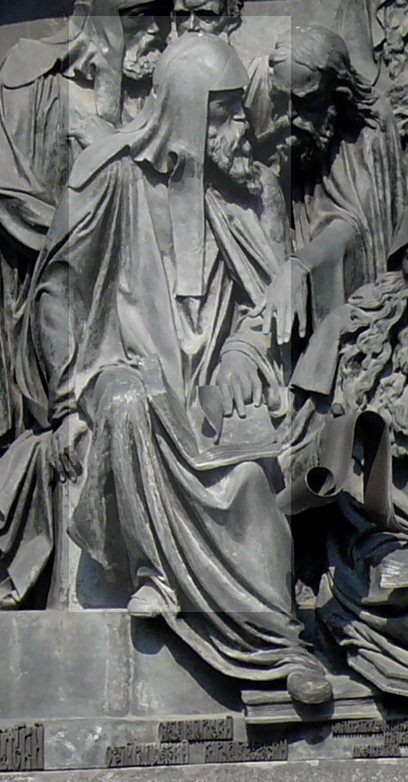
Митрополит Алексий на Памятнике «1000-летие России» в Великом Новгороде

Церковная политика Ольгерда не давала святителю Алексию возможности компромисса и позиции невмешательства в борьбе между двумя соперничавшими политическими центрами — Москвой и Литвой;даже если оставить в стороне московские корни и связи святителя Алексия, Великому князю литовскому нужно было не сотрудничество с Православной Церковью, а её подчинение его политическим планам. Язычник, стоящий во главе государства, подавляющее большинство населения которого составляли православные, женатый дважды на русских княжнах и связанный брачными союзами с православными князьями, Ольгерд не мог, разумеется, игнорировать существование Церкви, но смотрел на неё как на вспомогательный инструмент своей внешней и внутренней политики. Обязательным условием своего обращения в Православие и крещения языческой Литвы в переговорах со Вселенским Патриархом он ставил создание особой, подвластной ему, митрополии. Такая митрополия за годы его правления создавалась дважды (в 1355 и 1375), однако ответного шага за этим не последовало — сам Ольгерд крестился, по преданию, только на смертном одре (а, по свидетельству немецких источников, умер язычником). Поэтому, по всей видимости, святитель Алексий даже не колебался в своем выборе между упорным огнепоклонником и православными московскими князьями, чьи предки в своё время оказали существенную поддержку святому митрополиту Петру в трудную для него минуту.
Периоды сравнительно мирных отношений между Ольгердом и святителем Алексием были нечасты и непродолжительны. Наиболее значительный из них пришёлся на 1363—1368 гг., когда после смерти митрополита Романа (1362) святитель Алексий ездил в Литву и, очевидно, достиг там какого-то соглашения с великим князем, в результате чего поставил епископа в Брянск. Затем, следующим летом, святитель Алексий крестил в Твери дочь Ольгерда, привезённую из Литвы её бабкой, вдовой тверского князя Александра Михайловича Анастасией.
Противостоянию Великого княжества Владимирского экспансии Литвы на восток и захвату литовскими великими князьями русских земель препятствовало отсутствие среди русских князей политического единства. На Владимирский великий стол наряду с московскими Даниловичами в конце 1350-х — 1360-х гг. претендовал суздальский князь Дмитрий Константинович (в 1359—1362 гг. даже занимавший его реально), а в 1371—1374 и в 1375 гг. — князь Михаил Александрович Тверской. Первоочередной задачей святителя Алексия как руководителя московской политики являлось установление равновесия сил в регионе при главенстве Москвы и, по возможности, восстановление политического и церковного влияния в Смоленске и Брянске, достигнутого великим князем Симеоном Иоанновичем и утраченного с утерей его малолетним племянником владимирского стола. Опора на авторитет митрополита всея Руси позволяла в это время великому князю Димитрию Иоанновичу игнорировать ярлыки на великое княжение, выдававшиеся его соперникам в раздираемой усобицами Орде часто сменявшимися ханами и претендентами на сарайский трон, и отстаивать свои интересы силой оружия. Одновременно с той же целью святитель Алексий стремился не допустить возобладания пролитовских сил в тех севернорусских княжествах, где они имелись (семейство князя Александра Михайловича в Твери, зять Ольгерда Борис Константинович Городецкий в Нижегородском княжестве), выступая в качестве верховного арбитра во внутридинастических распрях. При верности интересам Москвы его политика была в этих вопросах весьма взвешенной и не носила характера грубой и неприкрытой поддержки «своих» против «чужих». Даже тверское летописание (Рогожский летописец), сохранившее наибольшее число известий о деятельности святителя Алексия и настроенного по отношению к нему не слишком дружелюбно, лишь однажды, в связи с насильственным задержанием в 1368 г. в Москве князя Михаила Александровича, содержит прямое обвинение в адрес святителя (при этом следует иметь в виду, что для того времени подобное насильственное задержание было весьма мягкой формой давления на тверского князя с целью подписания мирного договора на московских условиях). Во всех известных, по источникам, спорных ситуациях святитель Алексий выступает как поборник освящённой временем традиции. В конфликте 1357 г. между великим князем тверским Василием Михайловичем и его племянниками — детьми казнённого в Орде Александра Михайловича, святитель Алексий взял сторону старшего в роде (и союзного Москве) князя против Всеволода Александровича, претендовавшего на тверской стол. В 1363 г.; после смерти нижегородского князя Андрея Константиновича митрополит поддержал недавнего соперника Москвы суздальского князя Димитрия в его противоборстве с младшим братом Борисом, захватившим в обход прав старшего Нижний Новгород. По приказу митрополита его посланцы — игумен Герасим и архимандрит Павел, прибывшие в город для вызова князя на митрополичий суд, «церкви затвориша». В споре из-за наследства удельного тверского (городокского) князя Семёна Константиновича между братом покойного, клинским князем Еремеем, и великим князем Михаилом Александровичем (которому удел был завещан) в 1365 г. митрополит поддержал ближайшего родственника; спор послужил причиной войны между Москвой и Тверью.

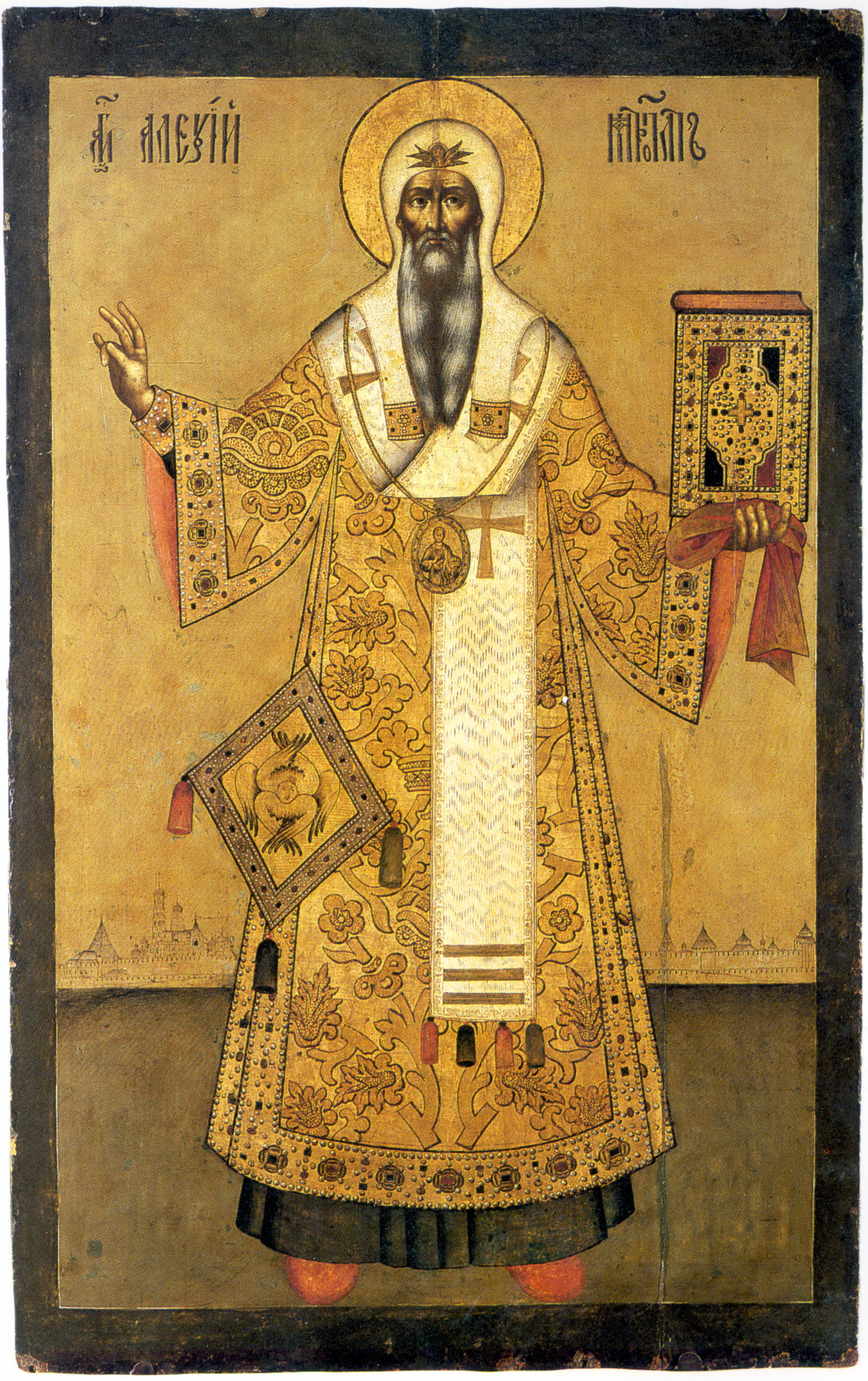
Икона работы Георгия Зиновьева (?). Около 1690-х годов. ГТГ. Происходит из церкви Алексея Митрополита, что на Глинищах.

Многолетнее фактическое руководство святителя Алексия внешней политикой Великого княжества Московского при князьях Иоанне Иоанновиче и Димитрии Иоанновиче придавало московско-литовскому соперничеству ощутимый характер религиозного противостояния христиан и язычников, и Первосвятитель умело использовал сложившуюся ситуацию в интересах Православной Церкви и государственного ядра будущей России, оказывая воздействие на русских князей — вассалов и союзников Ольгерда. Когда в конца 1360-х гг. смоленский князь Святослав и ряд других князей нарушили крестное целование, данное великим князем Димитрию Иоанновичу о союзе против Ольгерда, и перешли на сторону Литвы, святитель Алексий за выступление в союзе с язычниками против христиан отлучил их от Церкви; отлучён был и традиционный союзник Литвы князь Михаил Александрович Тверской, а также поддерживавший его Тверской епископ Василий. Эти действия святителя Алексия получили понимание и поддержку Патриарха Филофея, который в грамоте 1370 г. предлагал отлучённым князьям покаяться и присоединиться к Димитрию. Однако позднее Ольгерд Литовский перехватил инициативу и в послании к Патриарху (отразившемуся в Патриаршей грамоте 1371) обвинил митрополита в том, что тот «благословляет москвичей на пролитие крови» и освобождает от присяги литовских подданных, переходящих на сторону москвичей. Ещё более опасным со стороны литовского князя было лицемерное обвинение святителя Алексия в том, что он не занимается делами западной части митрополии (хотя виноват в этом был в первую очередь сам Ольгерд), на основании чего выдвигалось требование создать вновь отдельную митрополию для Литвы и её союзников («на Киев, на Смоленск, на Тверь, на Малую Русь, на Новосиль, на Нижний Новгород»). В грамоте, посланной в августе 1371 г., Патриарх Филофей потребовал от святителя Алексия снять отлучение с тверского князя и приехать в Константинополь для судебного разбирательства по вопросу о западнорусской пастве, оставленной без пастырского поучения и надзора. Позднее вызов на суд был отменён, но Патриарх настойчиво советовал святителю добиваться примирения с Ольгердом для беспрепятственного окормления западнорусской паствы. Святитель Алексий, в свою очередь, заявлял, что был вынужден защищаться, поскольку великий князь литовский хотел «приобрести себе власть и в Великой Руси». Позже Ольгерд выдвинул требование постоянного пребывания митрополита в Киеве (то есть, в литовской части митрополии). В связи с этим участились поездки Патриарших послов в Литву и к святителю Алексию: в 1371 в Москву приезжал Иоанн Докиан, а в 1374 — болгарин Киприан (впоследствии митрополит Московский). В результате, во многом — из-за позиции Ольгерда, единство митрополии в это время сохранить не удалось. Ещё в 1371 Патриарх Филофей под угрозой обращения в католичество православного населения областей, подвластных Польше, восстановил Галицкую митрополию, а в 1375, уступая давлению Ольгерда, поставил на митрополию Малой Руси и на Киев Киприана, назначив его наследником святителя Алексия на митрополичьем столе всея Руси. Объяснение этих действий было изложено Патриархом в грамоте, доставленной в Москву в начале 1377 послами Иоанном Докианом и Георгием Пердикой, но здесь они не были приняты, и Киприан в качестве преемника святителя Алексия не получил признания. За святителем Алексием в это время на территории Литвы продолжал оставаться лишь Брянск, куда он около 1375 поставил епископа Григория.

### Итоги государственной деятельности

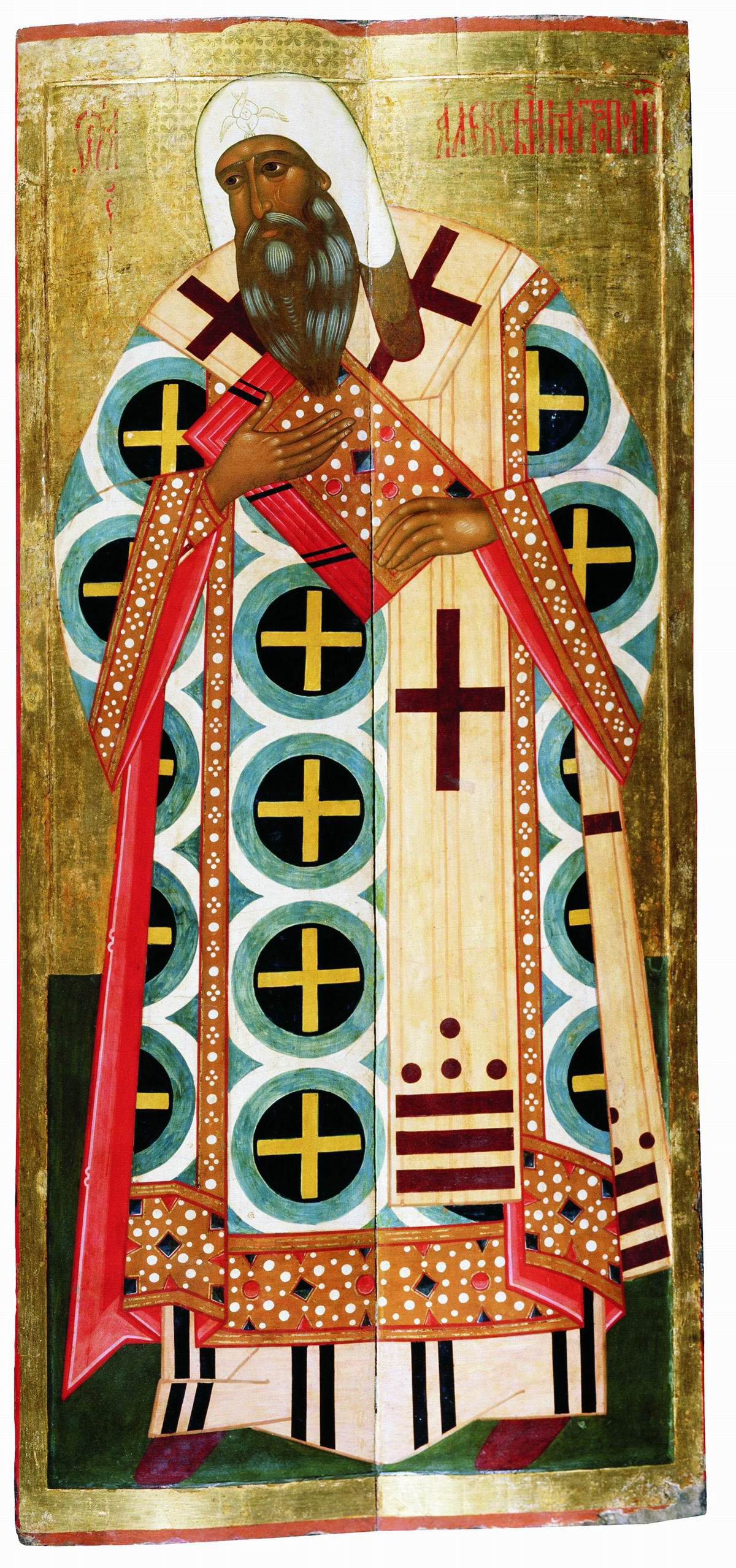
Икона XVI века

В качестве церковного и государственного деятеля святитель Алексий стоял у истоков успешной борьбы Великого княжества Московского против ордынского ига. Лояльно относясь к верховной власти мусульманских правителей, он в то же время последовательно проводил политику, направленную на создание союза русских княжеств, могущего противостоять заметно ослабевшей во 2-й половине XIV века Орде.
Впервые такой союз, включивший в себя и отдаленный Новгород, был испытан в совместном походе русских князей на Тверь в 1375; после заключения мирного договора с Москвой и признания главенства великого князя Димитрия Иоанновича к нему присоединилось и Тверское княжество. О значительной роли святителя Алексия в общерусской политической жизни свидетельствует возникновение с его времени практики скрепления митрополичьей печатью межгосударственных соглашений (договор Москвы и Новгорода с побежденной Тверью). Выступал он и гарантом межкняжеских отношений московского правящего дома. По благословению святителя Алексия в 1365 был заключен договор между князьями московского дома Димитрием Иоанновичем и Владимиром Андреевичем. Из указанного договора следует, что решающую роль в определении политики московских князей играло боярство. В 1372 году святитель Алексий скрепил своей печатью предъявленное ему первое завещание князя Димитрия, предусматривавшее разделение земель и власти после женитьбы князя Владимира на дочери литовского великого князя Ольгерда. Между 1372 и 1378 гг. по ходатайству святителя Алексия Димитрий Иоаннович передал Владимиру Андреевичу Лужу и Боровск.

### Итоги церковной деятельности святителя Алексия
За почти четверть века возглавления Русской Церкви святитель Алексий поставил 21 епископа, причём на некоторые кафедры — дважды, а на Смоленскую — трижды. В бытность митрополитом святитель Алексий всемерно способствовал распространению и упрочению на Руси общежительного монашества. С его именем связано создание и возобновление ряда обителей в Москве и в Митрополичьей области. Кроме Спасо-Андроникова (1357), Чудова (около 1365) и Симонова (между 1375 и 1377) монастырей по его благословению (согласно преданию, записанному в 1-й половине XVII в.) в 1360—1362 гг. был основан Введенский Владычный монастырь, возобновлены древние, но пришедшие в упадок Цареконстантиновский под Владимиром и нижегородский Благовещенский. Монастырское предание приписывает ему также создание Алексеевского девичьего монастыря в Москве для своих сестёр (около 1358), хотя это мнение разделяется далеко не всеми исследователями.
При святителе Алексие продолжало распространяться почитание святителя Петра. Перед поездкой святителя Алексия в Орду в 1357 году в Успенском соборе в Москве у гроба митрополита Петра «зажьглася свеча сама о себе»; после молебна она была раздроблена для благословения присутствующих. В праздник Успения Богородицы 1372 г., по свидетельству летописей, у гроба митрополита Петра исцелился мальчик, немой и с парализованной рукой; святитель Алексий велел звонить в колокола и служил молебен.

### Кончина
В конце жизни оказался перед проблемой назначения своего преемника. Очевидно, он, как и великий князь Димитрий Иоаннович, противился навязываемой извне кандидатуре Киприана, заблаговременно назначенного в Константинополе, видя в том победу Ольгерда и неудачу собственной церковной политики (что в тот момент соответствовало действительности, хотя позднее ситуация существенно изменилась[как?]).
Идеальным кандидатом мог представляться Сергий Радонежский, и святитель Алексий мог надеяться силой своего авторитета склонить великого князя к согласию на эту кандидатуру. Однако, сам преподобный отказался от предложения святителя Алексия — согласно житию, из смирения, но, возможно, он не считал себя вправе оспаривать каноничность решения Вселенского Патриарха и относился к Киприану, с которым его связывали добрые личные отношения, как к человеку, более достойному возглавить Русскую Церковь после смерти святителя Алексия. В такой ситуации святитель Алексий, по всей видимости, вынужден был согласиться с кандидатурой великокняжеского духовника и печатника Митяя, предложенной великим князем Димитрием Иоанновичем, хотя и не одобрял поставления первоиерарха из мирян, без продолжительного монашеского искуса. Об отрицательном отношении святителя Алексия к великокняжескому кандидату сообщают источники, либо откровенно враждебные нареченному митрополиту Михаилу («Повесть о Митяе»), либо сравнительно поздние и испытавшие на себе воздействие первых (житие преподобного Сергия Радонежского). Показательно, что пострижение Митяя-Михаила совершил ещё при жизни святителя Алексия архимандрит его Чудова монастыря Елисей Чечётка.
Перед смертью заповедал великому князю Димитрию Иоанновичу погрести себя вне церкви, за алтарём собора в Чудове монастыре.
Скончался 12 февраля 1378 года «в заутренюю годину», на отпевании присутствовало большое число народа, включая епископов, великого князя Димитрия и князя Владимира Андреевича Серпуховского и малолетних сыновей великого князя — Василия и Юрия. По настоянию великого князя Первосвятителя погребли внутри храма, близ алтаря.
Вслед за его смертью последовал церковный кризис, см. Борьба за киевскую митрополию (1379-1389).
Через 50 лет по его смерти Алексий был канонизирован в лике святителя. Его мощи были обретены в 1431 году (по другим данным, в 1439 или 1438 году) в основанном им Чудовом монастыре в Кремле в результате восстановительных работ и положены в храме Архангела Михаила; в 1485 году перенесены в Алексиевский храм Чудова монастыря; в 1686 году — в новопостроенный храм Благовещения той же обители; с 1947 года покоятся в Богоявленском, что в Елохове, соборе Москвы.

## Письменное наследие
Святитель Алексий является автором Послания и грамоты на Червлёный Яр, Поучения христианам нижегородских и городецких пределов, Устава о новых постах; также сохранилась его духовная грамота (завещание).

### Послание и грамота наЧервлёный Яр
Послание и грамота связаны со спором между Рязанским и Сарайским епископами о епархиальной принадлежности Червлёного (Черленого) Яра. Вопрос этот уже разбирался ранее митрополитом Феогностом и был решён в пользу Рязанского епископа, но при новом митрополите возник вновь. Святитель Алексий подтвердил решение своего предшественника, снабдив грамоту учительным посланием. Евфимий Чудовский, который в конце XVII века видел в Рязани оригинал грамоты, привёл в своей редакции жития святителя Алексия греческую подпись святителя под нею: «Алексиос, милостию Божиею митрополит всей России и пречестной».

### Поучение христианам нижегородских и городецких пределов
Поучение жителям нижегородских и городецких пределов написано, по всей вероятности, в связи с княжеской усобицей в этой земле в 1365 году, либо в связи с посещением святителем Алексием Нижнего Новгорода в 1370 году. Оно известно в единственном списке рубежа XIV—XV веков в дополнениях к Патерику поглавному.

### Устав о новых постах
Устав (уставная грамота) о новых постах, датированный 18 февраля 1369 года (мартовского 6876), известен в единственном белорусском списке последней четверти XVI века. В нём митрополит, по согласию с князьями Димитрием Иоанновичем и Владимиром Андреевичем, устанавливает новые седмичные посты перед днями памяти великомученика Димитрия Солунского (26 октября), «осенним Юрьевым днем» (26 ноября) и перед памятью святых князей Бориса и Глеба (24 июля). Дата выдачи уставной грамоты в сочетании с выбором святых мучеников (Димитрий Солунский — небесный покровитель великого князя Димитрия Иоанновича, Георгий наряду с Борисом и Глебом традиционно считался покровителем русских князей) заставляет предполагать связь учреждения новых постов с неудачным походом Ольгерда на Москву в ноябре — декабре 1368 года и с надеждой на заступничество святых воинов-мучеников и в дальнейшем. Однако эти новые посты, установленные святителем Алексием, не вошли в практику Русской церкви; возможно, отчасти это связано с общей тенденцией снижения интереса к наследию святителя Алексия в 1390—1420-х годах и с тем, что при распространении в Русской церкви в конце XIV — 1-й половине XV века Иерусалимского устава Георгиевский пост был целиком поглощён более строгим для немонашествующих Рождественским (Филипповым) постом.

### Духовная грамота (завещание) св. митрополита Алексия
В оригинале (дефектном) и в копии XVII века сохранилась духовная грамота святителя Алексия, в которой святитель завещает Чудову монастырю ряд принадлежавших ему родовых сёл и свой «подолней садец», поручив обитель попечению великого князя Димитрия Иоанновича.

### Более поздние сочинения, которые церковное предание ошибочноатрибутируетсв. митрополиту Алексию

#### Поучение душеполезно… князем и бояром, всем правоверным християном, христоименитым людем
Открытым является вопрос об авторстве распространённого в русской рукописной традиции XV—XVI веков с именем святителя Алексия «Поучения душеполезна… князем и бояром, всем правоверным християном, христоименитым людем». В списках, начиная со 2-й половины XV века, известных исследователям с XIX века, в заголовке стоит имя «святитель Алексий», но в пергаменном сборнике 2-й половины XIV века, переписанном в ростовском Григорьевском затворе, текст приписан «митрополиту всея Руси», имя которого выскоблено и в XVII веке заменено на святителя Алексия («Алексия святаго»). Исторические реалии, которые позволяли бы отождествить автора поучения с конкретным святителем, в тексте отсутствуют. Исходя из датировки Уваровского списка, можно предполагать, что исходно в заглавии поучения стояло имя другого Русского митрополита XIV века — наречённого Михаила (Митяя) или Пимена (имена Феогноста и Дионисия не было нужды заменять, а сочинения Западнорусских митрополитов Феодорита и Романа едва ли были известны в Ростове), лишь позднее заменённое на прославленное и авторитетное имя святителя-чудотворца Алексия. Менее вероятно, что другое имя было написано в заголовке Уваровского списка по ошибке и при сверке его с другими списками в XVII веке оно было исправлено на имя святителя Алексия. Учитывая тесную связь с Григорьевским затвором святителя Стефана, епископа Пермского, поставленного во епископы митрополитом Пименом, наиболее вероятна атрибуция текста последнему, однако вопрос нуждается в дополнительном изучении.

#### Чудовский Новый Завет
С XVII века, со времени Епифания Славинецкого, с именем святителя Алексия принято связывать создание особой редакции перевода на славянский язык Нового Завета (см. Чудовский Новый завет), выполненного, несомненно, в Константинополе не позднее конца XIV века. Хотя к настоящему времени исследователи не считают этот кодекс автографом святителя Алексия и отказались от его датировки 1355 годом, временем второй поездки святителя в Константинополь (судя по снимкам, кодекс, пропавший в 1918 году, написан несколькими почерками, явно более молодыми, чем середина XIV вка, и относящимися скорее к концу столетия). В XVII веке Чудовский список Нового Завета использовался Епифанием Славинецким и его сотрудниками как авторитетнейший в книжной справе; традиция эта сохранялась и при подготовке позднейших изданий славянского Нового Завета.

### Сочинения
- Грамота митрополита Алексия на Червленый Яр боярам, баскакам, духовенству и мирянам о подсудимости их Рязанскому епископу // АИ. — Т. 1. — № 3. — С. 3—4; Памятники древнерусского канонического права. — Ч. 1. — № 19. — Стб. 167—172;
- Леонид [Кавелин], архим. Село Черкизово // Моск. ведомости. — 1882, 17 июня. — № 166. — С. 4;
- Макарий. Слово преосвященного Алексия митрополита // История Русской церкви. — Кн. 3. — С. 543—544. Комм. 160.
- Невоструев К. Вновь открытое поучительное послание святого Алексия, митрополита Московского и всея России // ДЧ. — 1861. — Ч. 1. — С. 449—467;
- Поучение Алексия митрополита от Апостольских деяний к христолюбивым христианам // ПрТСО. — 1847. — Ч. 5. — С. 30—39;
- Холмогоровы В. и Г. Радонежская десятина (Московского уезда) // ЧОИДР. — 1886. — Кн. 1. — С. 30. Прим. 2.

## Память
В 1448 году митрополит Иона установил празднование успения и обретения мощей святителя Алексия, после чего почитание этого святителя (первоначально — в границах Великого княжества Московского) получило широкое распространение. Начали составлять различные жития святителя Алексия (древнейшее из них — летописная повесть «О Алексее митрополите»), сохранившиеся в большом числе списков XV—XIX веков. Появились храмы, посвящённые святителю Алексию, — первоначально преимущественно в Москве, Подмосковье и Новгороде; при этом древнейшая каменная церковь в честь святителя была заложена в 1483 году в Чудовом монастыре (разрушена в 1929 году), около 1513 года в его честь возвели храм в Александровой слободе (ныне — город Александров), где тогда находилась великокняжеская резиденция, а в 1538—1539 годах в Юрьеве монастыре под Новгородом была построена трапезная церковь в честь святителя Алексия, отличавшаяся огромными размерами — 17 на 12 сажен (разобрана за ветхостью в 1761 году). Возникла традиция иконописного изображения Алексия, которого, как правило, изображают в святительских одеждах: в белом клобуке, саккосе, омофоре и с Евангелием в руке (часто при этом на иконах Алексий представлен рядом с митрополитом Петром).
10 октября 2004 года патриархом Алексием II было установлено празднование Собора Самарских святых в честь святых Самарской земли. Список возглавляет святитель митрополит Алексий. В 1357 году через территорию нынешний Самарской губернии лежал его путь в город Сарай, столицу Золотой Орды.
1 марта 2014 года на встрече с руководством и сотрудниками Московского метрополитена патриарх Кирилл благословил коллектив предприятия иконой митрополита Алексия; при этом святитель Алексий был объявлен небесным покровителем столичного метрополитена.

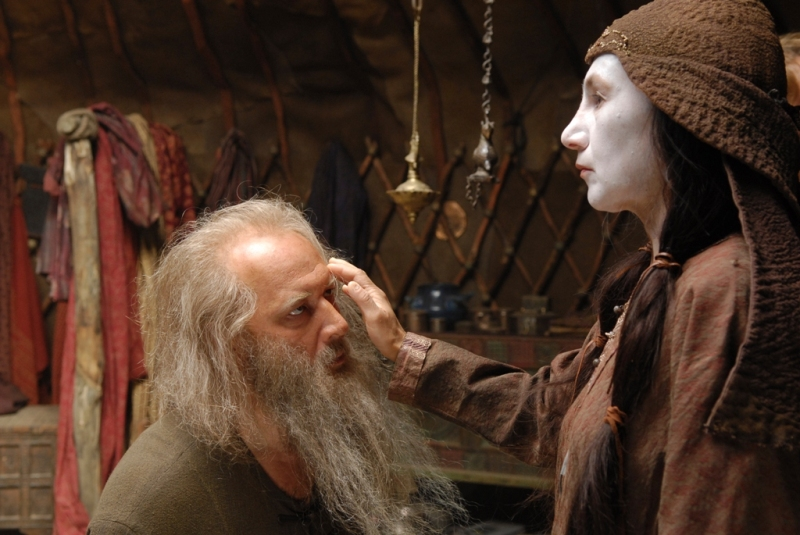
Кадр из фильма «Орда». В роли митрополита Алексия Максим Суханов

История путешествия митрополита Алексия в Орду и чудесного исцеления ханши Тайдулы лежит в основе кинофильма «Орда» режиссёра Андрея Прошкина, созданного в 2012 году по сценарию Юрия Арабова. Роль митрополита исполнил Максим Суханов. Церковный историк протоиерей Георгий Митрофанов высоко оценил фильм: «Величие митрополита Алексия в этом фильме в том, что за короткий промежуток времени он проходит путь, который проходит всё человечество: от сомнения и маловерия, через почти непереносимые страдания, — до безраздельного полагания самого себя на волю Божию».
Алексий действует в ряде романов Дмитрия Балашова из цикла «Государи Московские»: «Бремя власти», «Симеон Гордый», «Ветер времени», «Отречение», «Святая Русь».
1 сентября 2021 года в нижегородском Благовещенском монастыре был открыт памятник святителю Алексию (автор памятника — нижегородский скульптор Алексей Щитов).
В 2021 году открылся виртуальный музей «Святые покровители Воронежа», в котором представлено частное собрание старинных икон Святителя Алексия.

## Комментарии
1. ↑  Иеромонах Пахомий Серб указывал: «Федор прииде с женою своею, Марьею именем, и ту пребывающе, родиста сын и нарекоша имя его в святем Крещении Елферии» (см. Памятники древнерусской церковно-учительной литературы. — Вып. 4.: Славяно-русский Пролог. — Ч. 2: Январь — апрель. — СПб., 1898. — С. 41.). В другом источнике приводится свидетельство Питирима Пермского: «Крести же его, ещё младенца суща, князь Иван Даниловичъ, ещё сый не в Великом княжении. Бе же преже во святем Крещении наречено бысть имя ему Симеон». Указавший эти источники архимандрит Макарий (Веретенников) привёл объяснение этой коллизии протоиереем Александром Горским: «Имя Симеон, может быть, дано Алексию при рождении, а Елевферий при св. крещении. Такой обычай давать младенцу два имени, одно при рождении, другое при крещении, известен и в позднейшее время».